# Megaselia furcilla
Megaselia furcilla är en tvåvingeart som beskrevs av Schmitz 1957. Megaselia furcilla ingår i släktet Megaselia, och familjen puckelflugor. Arten är reproducerande i Sverige.